# Copa montenegrina de bàsquet
La copa montenegrina de bàsquet és la segona competició de basquetbol de Montenegro. Es disputa després de la desaparició de la Copa serbo-montenegrina de bàsquet.

## Historial
| Any     | Guanyador | Finalista   | Resultat |
| ------- | --------- | ----------- | -------- |
| 2006–07 | Budućnost | Lovćen      | 87–62    |
| 2007–08 | Budućnost | Danilovgrad | 93–65    |
| 2008–09 | Budućnost | Mogren      | 89–70    |
| 2009–10 | Budućnost | Mornar      | 97–79    |
| 2010–11 | Budućnost | Lovćen      | 68–43    |
| 2011–12 | Budućnost | Sutjeska    | 71–64    |
| 2012–13 | Sutjeska  | Budućnost   | 64–55    |
| 2013–14 | Budućnost | Sutjeska    | 83–57    |
| 2014–15 | Budućnost | Zeta        | 98–61    |
| 2015–16 | Budućnost | Mornar      | 90–80    |
| 2016–17 | Budućnost | Mornar      | 72–68    |
| 2017–18 | Budućnost | Mornar      | 87–83    |
| 2018–19 | Budućnost | Sutjeska    | 85–71    |
| 2019–20 | Budućnost | Mornar      | 92–83    |

## Palmarès
| Club        | Guanyador | Finalista |
| ----------- | --------- | --------- |
| Budućnost   | 13        | 1         |
| Sutjeska    | 1         | 3         |
| Mornar      | 0         | 5         |
| Lovćen      | 0         | 2         |
| Danilovgrad | 0         | 1         |
| Mogren      | 0         | 1         |
| Zeta        | 0         | 1         |